# Ryan Lochte
Ryan Lochte (n. 3 august 1984, Rochester, New York, SUA) este un înotător american, medaliat olimpic. A participat la 4 ediții ale Jocurilor Olimpice (2004, 2008, 2012, 2016) în care a câștigat 9 medalii de aur, 3 medalii de argint și 3 medalii de bronz.